# Pistache
O pistache, pistácio ou pistácia (Pistacia vera) pertence à família Anacardiaceae e género Pistacia, denominações aplicadas à árvore e ao fruto seco verde. Outras designações são específicas da árvore — alfostigueiro, alfóstico, alfóstigo — e do fruto — pistácio, pistacho, alfóstica, um fruto oleaginoso.
É uma espécie dióica com árvores femininas e masculinas, pequenas (5 a 7 metros de altura, e que tendem a inclinar-se), de folhagem caduca e com folhas pinadas, nativa do sudoeste asiático (Ásia Menor, Irão, Síria, Palestina, Israel), de onde se estendeu o cultivo à região mediterrânea e à Califórnia.

## Valor nutricional

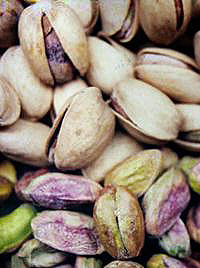
Pistache dentro da casca e fora da casca (em roxo)

100 g de pistache contêm em média:
| Proteína          | 20,6%                                                                   |
| Carboidratos      | 8%                                                                      |
| Óleo              | 48%                                                                     |
| Colesterol        | 0%                                                                      |
| Cálcio            | 135 mg                                                                  |
| Potássio          | 1093 mg                                                                 |
| Fósforo           | 503 mg                                                                  |
| Magnésio          | 158 mg                                                                  |
| Vitamina A        | 233 U.L                                                                 |
| Outras vitaminas: | Tiamina (Vitamina B1), Riboflavina (Vitamina B2), Niacina (Vitamina B3) |

## Consumo
Os grãos são mais frequentemente consumidos inteiros, torrados e salgados (como os amendoins) ou frescos. 
Também é famoso o sorvete de pistache, de coloração verde. É utilizado em doces como a baklava e frios como mortadela. 
Habitantes do meio-oeste americano fazem salada de pistache, que inclui pistaches frescos, ou pudim de pistache, conservas de frutas e, por vezes, queijo cottage ou marshmallow. 
Um estudo americano publicado no Journal of Nutrition sugere que o pistache é mais rico em betacaroteno e vitamina E do que outros tipos de nozes, e que, se incorporado à dieta, pode aumentar os níveis de antioxidantes no sangue de pessoas adultas com colesterol alto.

## Produção mundial
| País                                     | Produção em 2018 (mil toneladas anuais) |
| ---------------------------------------- | --------------------------------------- |
| Irão                                     | 551,3                                   |
| Estados Unidos                           | 447,7                                   |
| Turquia                                  | 240,0                                   |
| China                                    | 74,8                                    |
| Síria                                    | 43,2                                    |
| Total mundial                            | 1.390,26                                |
| Fonte: Food and Agriculture Organization |                                         |